# Consola DOS
La consola DOS es la consola que interpreta comandos de DOS en sistemas operativos de Windows. Para acceder se puede buscar dentro del menú de inicio, su ubicación varia según la versión de Windows y las preferencias del usuario. Igualmente se puede ejecutar mediante el Menú Inicio > Ejecutar > COMMAND.COM > Aceptar. En versiones de Windows 2000 y superiores existe también "cmd.exe", que es la versión de 32 bits de "command.com"; se recomienda utilizar cmd.exe en vez de command.com.
Desde esta consola pueden ejecutarse comandos de sistema operativo utilizando la línea de comandos en vez de utilizar la interfaz gráfica. Algunos comandos, sobre todo tareas administrativas o tareas que afectan varios archivos u objetos, son más fáciles de realizar de esta manera y en algunos casos es la única forma de realizarlos.
- Datos: Q5784249

Comandos:
Panel de control
CONTROL : abre el panel de control
CONTROL ADMINTOOLS : abre las herramientas administrativas
CONTROL KEYBOARD : abre las propiedades del teclado
CONTROL COLOR : abre las propiedades de pantalla
CONTROL FOLDERS : abre las opciones de carpeta
CONTROL FONTS : abre las fuentes
CONTROL INTERNATIONAL o INTL.CPL : abre la configuración regional y de idioma
CONTROL MOUSE o MAIN.CPL : abre las propiedades del mouse
CONTROL USERPASSWORDS : abre las cuentas de usuario
CONTROL USERPASSWORDS2 o NETPLWIZ : administración de usuarios y su acceso
CONTROL /NAME MICROSOFT.BACKUPANDRESTORECENTER : abre el centro de respaldo y recuperación (Para Vista únicamente). Tutorial AQUÍ
CONTROL PRINTERS : impresoras y faxes disponibles
APPWIZ.CPL : abre agregar o quitar programas
OPTIONALFEATURES : abre la herramienta agregar o quitar componentes Windows (únicamente para Vista)
DESK.CPL : abre las propiedades de pantalla
HDWWIZ.CPL : abre el asistente para agregar hardware
INFOCARDCPL.CPL : abre el asistente de compatibilidad de programas
IRPROPS.CPL : abre la utilidad de infrarrojo
ISCSICPL : abre la herramienta de configuración del iniciador ISCI Microsoft (únicamente para Vista)
JOY.CPL : abre el dispositivo de juegos
MMSYS.CPL : abre las propiedades de dispositivos de sonido y audio
SYSDM.CPL : abre las propiedades del sistema
TABLETPC.CPL : abre la configuración para Tablet pc (únicamente para Vista)
TELEPHON.CPL : abre la herramienta de información de la ubicación
TIMEDATE.CPL : abre las propiedades de fecha y hora
WSCUI.CPL : abre el centro de seguridad de Windows
ACCESS.CPL : abre las opciones de accesibilidad (únicamente para XP)
WUAUCPL.CPL : abre el servicio de actualizaciones automáticas de Windows (únicamente para XP)
POWERCFG.CPL : abre el administrador de opciones de energía
COLLAB.CPL : abre la visualización instantánea (únicamente para Vista)
AZMAN.MSC : abre el administrador de autorización (únicamente para Vista)
CERTMGR.MSC : abre los certificados para el usuario actual
COMPMGMT.MSC : abre la administración de equipos
COMEXP.MSC o DCOMCNFG : abre los servicio de componentes (únicamente para Vista)
DEVMGMT.MSC : abre el Administrador de dispositivos. Tutorial AQUI
EVENTVWR o EVENTVWR.MSC : abre el Visor de sucesos
FSMGMT.MSC : abre las carpetas compartidas
NAPCLCFG.MSC : abre la herramienta de configuración del cliente NAP (únicamente para Vista)
SERVICES.MSC : abre el administrador de Servicios
TASKSCHD.MSC o CONTROL SCHEDTASKS : abre el planificador de tareas (únicamente para Vista)
GPEDIT.MSC : abre el editor de directiva de grupo (para las ediciones profesionales y más de Windows)
LUSRMGR.MSC : abre el editor de usuarios locales y grupos
SECPOL.MSC : abre la configuración de seguridad local
NTMSMGR.MSC : abre el administrador de medios de almacenamiento extraíbles
NTMSOPRQ.MSC : abre las solicitudes del operador de medios de almacenamiento extraíbles
RSOP.MSC : abre el conjunto resultante de directivas
WMIMGMT.MSC : abre Windows Management Infrastructure
TPM.MSC : abre la herramienta gestión de módulo de plataforma protegida en el equipo local (únicamente para Vista)
PERFMON o PERFMON.MSC : abre el monitor de rendimiento de Windows.
MMC : abre una nueva consola vacía
MDSCHED : abre la herramienta de diagnóstico de la memoria (únicamente para Vista)
DXDIAG : abre la herramienta de diagnóstico de DirectX
ODBCAD32 : abre el administrador de orígenes de datos ODBC
REGEDIT o REGEDT32 (únicamente para Vista) : abre el editor del registro
DRWTSN32 : abre Dr. Watson (Pour XP uniquement)
VERIFIER : abre el administrador del comprobador de controlador
CLICONFG : abre la herramienta de configuración de cliente de red SQL
UTILMAN : abre el administrador de utilidades *COMPUTERDEFAULTS : abre la herramienta de programas predeterminados (únicamente para Vista)
CREDWIZ : abre la ventana para hacer copias de seguridad y restaurar contraseñas de usuarios (únicamente para Vista)
LPKSETUP : abre el asistente de instalación y desinstalación de idiomas (únicamente para Vista)
MOBSYNC : abre elementos para sincronizar
REKEYWIZ : abre el administrador de certificados de cifrado de archivos (únicamente para Vista)
SLUI : abre el asistente de activación de Windows (únicamente para Vista)
MSCONFIG : abre la utilidad de configuración del sistema
SYSEDIT : abre el editor de configuración del sistema (atención, manipular con prudencia)
SYSKEY : abre la herramienta de protección de la base de datos de cuentas de Windows (atención, manipular con mucha prudencia!)
Programas y herramientas de Windows
EXPLORER : abre el explorador de Windows
IEXPLORE : abre Internet Explorer
WAB : abre la libreta de direcciones (únicamente para Vista)
CHARMAP : abre la tabla de caracteres
MSPAINT : abre Paint
WRITE o Wordpad : abre Wordpad
NOTEPAD : abre el bloc de notas
SNIPPINGTOOL : abre la herramienta de captura de pantalla (únicamente para Vista). Tutorial AQUI
CALC : abre la calculadora
CLIPBRD : abre el portapapeles (para XP únicamente, para añadirlo a Vista ver AQUI)
WINCHAT : abre el programa de Microsoft de chat en red (para Windows XP únicamente)
SOUNDRECORDER : abre el altavoz
DVDPLAY : ejecuta la unidad de DVD
WMPLAYER : abre Windows Media Player
MOVIEMK : abre Windows Movie Maker
JOURNAL : abre un nuevo journal (únicamente para Vista)
STIKYNOT : abre el recordatorio (únicamente para Vista)
OSK : muestra el teclado en pantalla. Tutorial AQUI
TABTIP : abre el panel de ingreso de datos Tablet PC (únicamente para Vista)
MAGNIFY : abre la lupa
WINCAL : abre el calendario de Windows (únicamente para Vista)
DIALER : abre el marcador telefónico de Windows
EUDCEDIT : abre el editor de caracteres privados
SNDVOL : ajusta las propiedades del volumen
RSTRUI : abre la herramienta de restauración del sistema (únicamente para Vista)
%WINDIR%\SYSTEM32\RESTORE\RSTRUI.EXE : abre la herramienta de restauración del sistema (para XP únicamente). Tutorial AQUI
MSINFO32 : abre la información del sistema
MRT : abre la herramienta de eliminación de software malintencionado de Windows. Tutorial AQUI
TASKMGR : abre el administrador de tareas de Windows
CMD : abre la consola
MIGWIZ : abre el asistente para transferencia de archivos y configuraciones (únicamente para Vista)
MIGWIZ.EXE : abre el asistente para transferencia de archivos y configuraciones (para XP únicamente)
SIDEBAR : abre la barra de Windows (únicamente para Vista)
SIGVERIF : abre la herramienta de comprobación de la firma del archivo
WINVER : abre la ventana Acerca de Windows para conocer la versión de Windows
FSQUIRT : abre el asistente para la transferencia de archivos Bluetooth
IEXPRESS : abre el asistente de archivos auto-extraíbles. Tutorial AQUI
MBLCTR : abre l centro de movilidad de Windows (únicamente para Vista)
MSRA : abre el asistente remoto de Windows
MSTSC : abre la herramienta de conexión a escritorio remoto
MSDT : abre la herramienta de diagnóstico y soporte de Microsoft
WERCON : abre la herramienta de reportes y soluciones a los problemas (únicamente para Vista)
WINDOWSANYTIMEUPGRADE : permite la actualización de Windows Vista
WINWORD: abre Word (si está instalado)
PRINTBRMUI : abre el asistente de migración de impresora (para Vista únicamente)
Administración de discos
DISKMGMT.MSC : abre el administrador de discos
CLEANMGR : abre la herramienta para liberar espacio en disco
DFRG.MSC : abre el desfragmentador de disco
DEFRAG: desfragmenta el disco duro (para saber como utilizarlo, haz clic AQUI
CHKDSK : efectúa un análisis de la partición precisados en los parámetros del comando (para mayor información, escribe CHKDSK /? en la consola CMD)
DISKPART : abre la herramienta para particionar (un poco difícil de usar)
Administración de red e Internet
IPCONFIG : muestra la configuración de las direcciones IP en el ordenador (Para mayor información, escribe:
IPCONFIG /? en la consola CMD)
CONTROL NETCONNECTIONS o NCPA.CPL : muestra las conexiones de red
INETCPL.CPL : abre las propiedades de Internet
FIREWALL.CPL : abre el firewall de Windows
WF.MSC : abre las funciones avanzadas del firewall de Windows (únicamente para Vista). Tutorial AQUI
NETSETUP.CPL : abre el asistente para configuración de red (únicamente para XP)
Otros comandos
JAVAWS : muestra la caché del programa JAVA (si está instalado)
AC3FILTER.CPL : abre las propiedades del filtro AC3 (si está instalado)
FIREFOX : abre Mozilla FireFox (si está instalado)
NETPROJ : permite la conexión a un proyector de red (únicamente para Vista)
LOGOFF : cierra la sesión activa
SHUTDOWN : apaga Windows
SHUTDOWN -A : detiene el apagado de Windows
%WINDIR% o %SYSTEMROOT% : abre la carpeta de instalación de Windows
%PROGRAMFILES% : abre la carpeta de instalación de otros programas (Program Files)
%USERPROFILE% : abre la carpeta del perfil del usuario conectado actualmente
%HOMEDRIVE% : abre el explorador en la partición donde el sistema operativo está instalado
Comprobador de archivos del sistema (necesita un CD de Windows si la caché no está disponible): (Tutorial AQUI)
SFC /SCANNOW : hace un scan de todos los archivos del sistema y repara los archivos dañados
SFC /VERIFYONLY : hace un scan únicamente de los archivos del sistema
SFC /SCANFILE="nombre y ruta del archivo" : hace un scan del archivo indicado, y lo repara si está dañado
SFC /VERIFYFILE="nombre y ruta del archivo" : hace un scan únicamente del archivo indicado
SFC /SCANONCE : hace un scan de los archivos del sistema la próxima vez que se inicie el ordenador
SFC /REVERT : restablece la configuración inicial (para mayor información, escribe SFC /? en la consola CMD.
```
Fuente: 
http://es.kioskea.net/faq/2098-lista-de-comandos-de-windows
```